# La distruzione di Sennacherib (coro)
La distruzione di Sennacherib (in russo Поражение Сеннахериба?, Poraženie Sennacheriba) è una composizione per coro ed orchestra di Modest Petrovič Musorgskij.

## Storia della composizione
L'opera fu composta da Musorgskij tra il 1866 ed il 1867; la partitura fu terminata il 29 gennaio 1867. Il compositore fu ispirato dalla poesia The Destruction of Sennacherib di George Gordon Byron, contenuta nella raccolta Melodie ebree, basata su un evento descritto nella Bibbia (2 Re 18-19) durante la campagna per la conquista di Gerusalemme da parte del re assiro Sennacherib. Il testo fu scritto da Musorgskij stesso, che tradusse liberamente i versi di Byron. La composizione fu dedicata a Milij Balakirev, che ne diresse la prima esecuzione il 6 marzo 1867 ad un concerto della Scuola musicale gratuita, da lui stesso fondata. Le reazioni degli ascoltatori furono discordi: sprezzanti quelle di Turgenev e Serov, positive quelle di Stasov, Kjui e Rimskij-Korsakov. Sette anni dopo Musorgskij mise nuovamente mano a La distruzione di Sennacherib per effettuarne una revisione "migliorata in accordo alle osservazioni di Vladimir Vasil'evič Stasov", a cui l'opera fu dedicata. L'orchestrazione fu curata da Nikolaj Rimskij-Korsakov.

## Struttura della composizione
L'opera è divisa in tre sezioni. Nella prima viene rappresentato l'assalto delle innumerevoli schiere assire di Sennacherib alla Giudea. Il tema principale ricorda molto l'inizio del canto di guerra di Oloferne nel quarto atto della Giuditta di Serov. La sezione intermedia, trio, si contrappone al dinamismo della prima parte: qui l'angelo della morte colpisce l'esercito assiro. La sezione conclusiva è la ripresa della prima. Nella revisione dell'opera Musorgskij rielaborò il testo, modificò il trio e quasi dimezzò la ripresa.